# Gonatodes daudini
Espèce
Statut de conservation UICN

 CR B1ab(iii)+2ab(iii) : 
En danger critique
Gonatodes daudini est une espèce de geckos de la famille des Sphaerodactylidae.

## Répartition et habitat
Cette espèce est endémique de l'île d'Union dans les Grenadines de Saint-Vincent-et-les-Grenadines. Elle vit dans la forêt tropicale sèche.

## Description
Ce gecko est insectivore et consomme la plupart des insectes et arthropodes de taille adaptée.

## Étymologie
Cette espèce est nommée en l'honneur de Jacques Daudin (1925-).

## Publication originale
- Powell & Henderson, 2005 : A new species of Gonatodes (Squamata: Gekkonidae) from the West Indies. Caribbean Journal of Science, vol. 41, n. 4, p. 709-715 (texte intégral).